# Hémonstoir
Hémonstoir település Franciaországban, Côtes-d’Armor megyében. Lakosainak száma 708 fő (2022. január 1.). Hémonstoir Kergrist, Saint-Gonnery, Loudéac, Saint-Caradec, Saint-Connec és Saint-Gérand-Croixanvec községekkel határos.

## Népesség
A település népességének változása:
| Lakosok száma | 470  | 676  | 671  | 656  | 712  | 719  | 715  | 720  | 724  | 708  |
|               | 1968 | 1982 | 1990 | 2006 | 2013 | 2015 | 2017 | 2019 | 2020 | 2022 |